# Lwy leżące

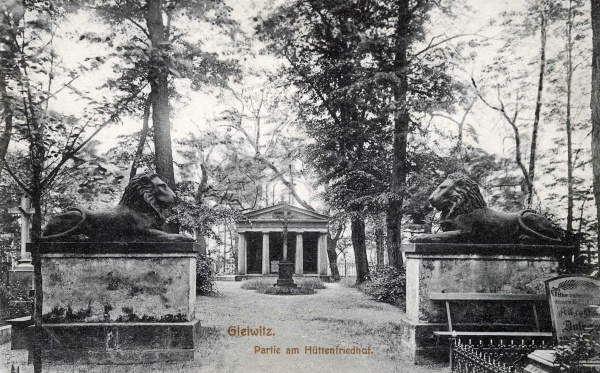
Podobne lwy na cmentarzu Hutniczym

Lwy leżące (niem. Liegende Löwen) – rzeźby znajdujące się przed Palmiarnią Miejską w Gliwicach, w parku Fryderyka Chopina. Przedstawiają dwa lwy z uniesionymi głowami.

## Informacje ogólne
Rzeźby zostały odlane z żeliwa w 1830 roku w Królewskiej Odlewni Żeliwa w Gliwicach. Autorem rzeźb jest Johann Gottfried Schadow. Podobne rzeźby, odlane z oryginalnej formy, zachowanej do dziś w Gliwickich Zakładach Urządzeń Technicznych, stały dawniej na cmentarzu Hutniczym.